# Poletje v školjki 2
Poletje v školjki 2 je slovenski komični mladinski film iz leta 1988 in nadaljevanje filma Poletje v školjki.

### Zgodba
Tomaž poišče svojo staro prijateljico Mileno. Ker ona pleše jazz balet, tudi on pristopi k plesnemu klubu, ko gre na avdicijo za break dance. Tam si najde veliko novih prijateljev. Ker je plesni klub v finančni krizi, mu grozi zaprtje. Mladi ga rešujejo na vse možne načine. Priredijo plesni šov, kamor povabijo mestne veljake.

## Produkcija
Snemanje je potekalo med 19. avgustom in 10. oktobrom 1987. Kot montažerja se je sprva omenjalo Jaka Judniča, ki je zmontiral prvi film.
Snemali so v Ljubljani (Trg republike, Slovenska cesta, Plečnikov trg, Miklošičeva cesta, Prešernov trg, Kongresni trg, Šuštarski most, Gornji trg, Šubičeva ulica in Hribarjevo nabrežje) in na Brniškem letališču.

## Kritike
Stanka Godnič je pohvalila glavno igralko, lepo in dinamično fotografijo, koreografijo, domiselne kostume in mojstrsko scenografijo. Zmotilo jo je, da se pripoved nadomešča z razigranostjo in da se ne izve, kaj mlade poleg plesa še zanima.

## Nadaljevanje
Po uspehu obeh filmov se je večkrat govorilo o nadaljevanju, za katerega je Tugo Štiglic že napisal scenarij (kot sodelavci so bili navedeni še Igor Likar, Slavko Pregl in Vitan Mal), Jani Golob pa je napisal del glasbe. V letu 1990 je bil film že potrjen za snemanje in v maju so že potekale avdicije, vendar so nastanek filma preprečili izredni dogodki v takratni Jugoslaviji in osamosvojitvena vojna. V prvih dneh julija 1990, pred napovedanim začetkom snemanja, so Viba filmu sredstva na splošno zmanjšali za polovico, filmu Poletje v školjki 3 pa ukinili vsa sredstva, tako da filma ni bilo mogoče posneti (že odobrena sredstva so prenesli na filme Carmen, Do konca in naprej in Ječarji).
Vitan Mal, avtor knjižne predloge za prvi film, je napisal knjigo Poletje v školjki 3, ki pa nikoli ni bila nikoli izdana.

## Zasedba
- David Sluga: Tomaž
- Kaja Štiglic: Milena
- Primož Longyka
- Vera Per
- Boris Kralj
- Dare Valič: Tomažev oče
- Marjana Karner: Tomaževa mama
- Maja Boh
- Janez Hočevar
- Jerca Mrzel
- Zlatko Šugman
- Mila Kačič
- Plesni klub Kazina Ljubljana

## Ekipa
- koreografija: Mojca Horvat
- fotografija: Rado Likon
- glasba: Jani Golob
- montaža: Janez Bricelj
- scenografija: Mirko Lipužič
- kostumografija: Irena Felicijan
- maska: Anka Vilhar

## Glasba v filmu
Kot gosta se v filmu pojavita tudi glasbenika Davor Božič in Miki Šarac, ki igrata sama sebe, vsak od njiju je za film prispeval tudi pesem.
1. Davor Božič - Ne pohodi ga
2. Miki Šarac - Za greh si še premlada

V filmu se med drugim pojavijo še pesmi skupin Bad Manners (Can Can), Whodini (Five Minutes of Funk), Break Machine, MARRS ter izvajalcev Pata Boonea (Speedy Gonzales) in Matta Bianca (The Other Side).

### Kompilacija
Založba kaset in plošč RTV Ljubljana je v sodelovanju z Viba filmom leta 1988 izdala kaseto z glasbo iz obeh filmov.

## Nagrade

### Teden domačega filma 1988
- nagrada občinstva - celjski vitez
- priznanje Metod Badjura za glasbo

## Izdaje na nosilcih
- Poletje v školjki 2. videokaseta. Ljubljana : Andromeda, 1991 (COBISS)
- Poletje v školjki 2. videokaseta. Ljubljana : Andromeda, 1996 (COBISS)
- Poletje v školjki 2. videokaseta. Ljubljana : Andromeda, 1996 (COBISS)
- Poletje v školjki 2. video DVD. Ljubljana : Andromeda, 1996 (COBISS)
- Poletje v školjki 2. video DVD. Ljubljana : Andromeda, 2005 (COBISS)
- Poletje v školjki 2. video DVD. Ljubljana : Ljubljana : Filmski sklad Republike Slovenije, 2010. zbirka Štirje filmi za mlade in najmlajše iz brezčasnega arhiva slovenskih filmov (COBISS)